# 石黒未奈
石黒 未奈（いしぐろみな、2002年7月31日 - ）は、日本の子役である。本名同じ。
所属事務所はスマイルモンキー。特技は新体操・空手・スイミング・一輪車。

## 出演

### CM
- KDDI au 去年と違う夏。スポーツケイタイ編（2009年）

### スチール
- 学研「10歳までに決まる!頭のいい子の育て方Vol.12」（2010年）